# Malediktologie
Die Malediktologie (von lateinisch maledicere ‚schimpfen‘, englisch maledictology, gelegentlich auch Schimpfwortforschung genannt) ist ein Zweig der Psycholinguistik, Soziolinguistik und Psychologie, der sich mit dem Fluchen und Schimpfen beschäftigt. Gegründet und geprägt wurde die Malediktologie 1973 durch den deutschstämmigen Philologen und Schimpfwortforscher Reinhold Aman (Kalifornien).

## Forschung
Der US-amerikanische Psychologe Timothy Jay (Massachusetts College of Liberal Arts) ist ein Nachfolger Amans, der dessen Werk fortsetzt und sich auf das Psychologische und das amerikanische Englisch beschränkt, während Aman alle akademischen Gebiete und ca. 220 Sprachen und Dialekte der letzten 5000 Jahre erforscht.
Weitere bekannte Malediktologen sind die Französin Dominique Lagorgette (Université de Savoie in Chambéry) sowie die Ukrainerin Oksana Havryliv (geb. Holod), wobei sich letztere besonders auf Schimpfwörter in der deutschen und österreichischen Literatur konzentriert. Einen Fokus auf den deutschen Sprachraum setzt weiters der österreichische Wissenschaftler Peter Probst, der im Rahmen eines sozialpsychologischen Experiments Mitte 2020 das in seiner Kindheit selbst erfundene Wort Blödstink im Internet zu verbreiten versuchte. Hans-Martin Gauger (Universität Freiburg i. Br.) widmet sich in seiner Kleinen Linguistik der vulgären Sprache (2012) dem Thema anhand von Beispielen aus über einem Dutzend Sprachen und zeigt, dass die Deutschen, wenn sie beleidigen, fluchen und überhaupt vulgär werden, normalerweise Ausdrücke verwenden, die sich auf Exkrementelles beziehen, während die Nachbarsprachen zu diesem Zweck fast immer ins Sexuelle gehen. Neuere Beobachtungen zeigen, dass jüngere deutsche Sprecher sexualisierter schimpfen, fluchen und beleidigen als ältere, die das traditionell eher fäkal tun.
Malediktologen gehen davon aus, dass das Fluchen, Verwünschungen und Schimpfwörter zum menschlichen Leben dazugehören und ein wichtiger Bestandteil der Sprache sind. Schimpfwörter können demnach sogar eine Selbstschutzfunktion darstellen, indem sie handgreiflichen Auseinandersetzungen vorbeugen können (sie aber in gewissen Situationen auch veranlassen).